# Arseni Zvérev
Arseni Grigórievich Zvérev (en ruso: Арсе́ний Григо́рьевич Зве́рев, 2 de marzo de 1900 – 27 de julio de 1969) fue un político, economista y estadista soviético y ruso cuya carrera abarcó los gobiernos de Iósif Stalin y Nikita Jruschov, pero culminó durante los años de Stalin. Zverev nació en un pequeño pueblo a las afueras de Moscú. Tras años en la política local, saltó a la fama como Vicecomisario de Finanzas, pero también ocupó otros cargos menores, como el de miembro del Sóviet Supremo de la Unión Soviética.
Como Vicecomisario de Finanzas pudo ascender y, finalmente, fue promovido a Comisario del Pueblo de Finanzas (rebautizado como Ministerio en 1946). Más tarde, Zverev consiguió un puesto tanto en el Comité Central así como en el Politburó. Durante la Gran Guerra Patria fue responsable de proporcionar fondos a la maquinaria militar soviética para luchar contra los alemanes. Tras la guerra perdió su cargo de ministro, pero fue nombrado de nuevo ministro de Finanzas a finales de 1948. Fue sustituido como ministro de Finanzas por Vasili Gárbuzov en 1960. A continuación, Zverev ocupó el cargo de Diputado del Soviet Supremo de la Unión Soviética durante cuatro convocatorias. Murió en julio de 1969.

## Primeros años y carrera
Zvérev nació en Tijomírovo (Uyezd de Klin, Óblast de Moscú) en el seno de una familia obrera. Antes de ir a la universidad, Zverev trabajó de 1913 a 1919 en dos fábricas: la de Vysokovski, en Moscú, y la de Trejgorni, en la ciudad de Moscú. En 1919 ya se había unido tanto al Partido Comunista de Toda la Unión (bolcheviques) (VKP(b)) como al Ejército Rojo para luchar en la guerra civil rusa. Llegó a ser comandante de pelotón de un regimiento de caballería antes de la desmovilización del ejército en 1922. En 1922 se convirtió en jefe del Departamento local de Agitación y Propaganda, y dos años más tarde, en agente del Departamento Financiero provincial de Moscú. No obstante, continuó trabajando como obrero industrial durante un breve periodo de tiempo, antes de marcharse definitivamente. En 1927 fue elegido presidente del Comité Ejecutivo de Klin, y más tarde, en 1929, en Jefe de Administración Fiscal del Departamento Financiero de la óblast de Smolensk. Al año siguiente también fue nombrado Jefe del Departamento Financiero de la óblast de Briansk. De 1931 a 1932 asistió al Instituto de Finanzas y Economía de Moscú y de 1936 a 1937 fue presidente del Consejo de Distrito de Moscú. En 1937 fue nombrado secretario general del Comité de Distrito Molotov del PCR (b) de Moscú. Zvérev se graduó y obtuvo su título en el Instituto de Finanzas de Moscú en 1949.

## Ministro de Finanzas (1938–1960)
Debido a las detenciones masivas perpetradas por el Estado soviético en la década de 1930, conocidas como la Gran Purga, Zvérev, junto con muchos otros, ascendió rápidamente a lo más alto de la burocracia soviética. Fue miembro del Sóviet Supremo de la Unión Soviética de 1937 a 1950 y de nuevo de 1954 a 1962. Mientras tanto, ocupó diversos cargos en el gobierno, el primero de ellos el de Vicecomisario de Finanzas en septiembre de 1937, pero fue ascendido de nuevo rápidamente, esta vez al cargo de Comisario del Pueblo para las Finanzas, el jefe de las finanzas soviéticas. Zvérev obtuvo un puesto en el Comité Central en 1939. Durante la Gran Guerra Patria, Zvérev fue responsable de proporcionar los fondos necesarios al ejército soviético para la producción de nuevos equipos. Durante la guerra, el precio de las mercancías también aumentó. En 1948, de febrero a diciembre de ese mismo año, fue degradado a Viceministro de Finanzas. Recuperó su antiguo cargo en diciembre de 1948 y en octubre de 1952 se convirtió en miembro del Politburó del Comité Central. Perdió su escaño tras la muerte de Stalin en 1953.

## Últimos años y muerte
Tras dejar el cargo de ministro de Finanzas, fue diputado del Soviet Supremo de la Unión Soviética en las convocatorias 1-2 y 4-5, antes de abandonar definitivamente la política. En 1961 se convirtió en profesor de la Correspondencia de toda la Unión de Instituciones Financieras. Zverev murió en Moscú el 27 de julio de 1969. Fue enterrado en el cementerio Novodévichi de Moscú.

## Premios y condecoraciones
- Orden de Lenin
- Orden de la Bandera Roja del Trabajo
- Orden de la Estrella Roja
- Asesor General Estatal del Servicio Financiero (1948)

## Publicaciones
- Renta nacional y finanzas de la URSS”
- “Problemas de fijación de precios y financiación”
- “Desarrollo económico y finanzas en el plan septenal”